# 下関市立大学
下関市立大学（しものせきしりつだいがく、英語: Shimonoseki City University）は、山口県下関市大学町2丁目1-1に本部を置く日本の公立大学。1956年創立、1962年大学設置。大学の略称は市大（しだい）、下市（しもいち）、下大（しもだい）。

## 概観

### 大学全体
本学の所在地は山口県下関市大学町2丁目1番1号。サテライトキャンパスは山口県下関市豊前田町3丁目3番1号（海峡メッセ下関・国際貿易ビル6階）にある。第二次世界大戦後の間もない時期に下関の夜間講座に学んでいた勤労青年の「大学で学びたい」という要望から設立。
建学の精神は、『海峡の英知。未来へ そして世界へ。』である。経済や経営・商学の理論のほかに、下関という地形的・歴史的環境を生かした地域に関する研究や、東アジアを主とした経済に関する研究が多く進められている。また、主にアジア圏からの留学生を受け入れており、国際交流センター室も設けている。
外国語教育においては、第1外国語として英語・中国語・朝鮮語から選択。また学校教育法に基づき、全ての大学は、文部科学大臣が認証する「認証評価機関」による認証評価を7年毎に受けることが義務付けられており、同大学は2016年（平成28年度）に3回目となる財団法人大学基準協会の認定を受け（認定期間は2017年4月1日から2024年3月31日まで）、2022年には一般財団法人大学教育質保証・評価センターより大学評価基準を満たしていると認定された（認定期間は2024年4月1日から2031年3月31日まで）。
大学の三つの理念
- 教育と研究の一体性に基づく新たな知の創造。
- 東アジアを中心に広く世界に目を向けた教育と研究。
- 地域社会の知的センターとして地域に根ざした教育と研究[3]。

大学の教育と研究目的
- バランスのとれた教養豊かな高度職業人の養成。
- 地域社会及び国際社会の発展に寄与[3]。

### 学部・学科
- 経済学部 - 370名
  - 経済学科 - 155名
  - 国際商学科 - 155名
  - 公共マネジメント学科 - 60名

- データサイエンス学部 - 80名

- 看護学部（仮称：2025年設置予定）
  - 看護学科

※在学生 - 2,002名（うち外国人留学生 - 名）【2024年5月1日現在】

### 大学院
- 経済学研究科 - 10名
  - 経済・経営専攻 - 10名

- 特別支援教育特別専攻科 - 10名

※在学生 - 23名（うち外国人留学生 - 名）【2024年5月1日現在】

## 教育及び研究

### 研究・取り組み
- 「下関5大学連携「赤間関」公開講座の実施」 - 連携事業の一つであり、各大学が相互に連携・協力し、知的資源を市民の方々に提供することで、地域社会における教育・文化の向上に資することを目的とする。参加大学は、下関市立大学、東亜大学、梅光学院大学、水産大学校、下関短期大学[5]。
- 「食・見・交・群～餃子パーティ～の開催」 - 参加者全員が餃子づくりで交流。中国文化に触れる事を目的とする。学生、教職員、他大学の学生、地域市民も参加[6]。
- 「日本にいながら世界を知ろう!!」 - 世界中の出来事や生活の様子、歴史的事柄を、諸外国の方や現地生活経験のある交換留学生らが講演[7]。

### 海外の大学との交流
- 青島大学（中華人民共和国）
- 東義大学校（大韓民国）
- グリフィス大学（オーストラリア）
- 北京大学（中華人民共和国）
- ボアジチ大学（トルコ）
- 木浦大学校（大韓民国）
- 国立聯合大学（台湾）
- ルートヴィヒスハーフェン経済大学（ドイツ）
- アルゴマ大学（カナダ）
- 銘傳大学（台湾）
- 釜山外国語大学校（韓国）
- ロス・メダノス・カレッジ（アメリカ合衆国）
- ディアブロ・バレー・カレッジ（アメリカ合衆国）
- コントラ・コスタ・カレッジ（アメリカ合衆国）
- クイーンズランド大学附属英語学校（オーストラリア）

## 沿革

### 年表
- 1956年 - 下関商業短期大学設立。
- 1962年 - 下関市立大学設立。経済学部経済学科設置。
- 1978年 - 教職課程を設置。
- 1983年 - 経済学部国際商学科設置。
- 1988年 - 外国人留学生受け入れ開始。
- 1989年 - 中華人民共和国・青島大学と交流協定を締結。
- 1990年 - 大韓民国・東義大学校と交流協定を締結。附属産業文化研究所を設置。
- 1994年 - オーストラリア・グリフィス大学と交流協定を締結。
- 1997年 - オーストラリア・クイーンズランド大学と交流協定を締結。
- 2000年 - 大学院設立。経済学研究科設置。
- 2003年 - 下関四大学連帯交流協定を締結。中華人民共和国・北京大学と交流協定を締結。
- 2004年 - アメリカ合衆国・ロス・メダノス・カレッジと交流協定を締結。
- 2006年 - 大学コンソーシアムにやまぐち加入。
- 2007年 - 公立大学法人下関市立大学による設置運営へ移行。
- 2008年 - 鹿児島大学大学院人文社会科学研究科との学術交流協定を締結。附属地域共創センターを設置。ふく資料室を開設。大学コンソーシアム関門に加入。
- 2009年 - トルコ・ボアズィチ大学と交流協定を締結。
- 2010年 - 大韓民国・木浦大学校と交流協定を締結。
- 2011年 - 経済学部公共マネジメント学科設置。
- 2012年 - 台湾・国立聯合大学と交流協定を締結。
- 2014年 - ドイツ・ルートヴィヒスハーフェン経済大学と交流協定を締結。
- 2015年 - カナダ・アルゴマ大学と交流協定を締結。台湾・銘伝大学と交流協定を締結。
- 2019年 - 大韓民国・釜山外国語大学校と交流協定を締結。
- 2020年 - サテライトキャンパスを、海峡メッセ下関の国際貿易ビル6階に開設。
- 2021年 - 特別支援教育特別専攻科を設置。
- 2024年 - データサイエンス学部データサイエンス学科を設置
- 2025年 - 看護学部看護学科を設置予定

## 校歌
- 「青潮ゆたかに」（作詞：山田龍雄、作曲・編曲：枡谷學）

## 組織・施設

### 学部
- 経済学部
  - 経済学科[8]
    - コース（2014年度入学生まで）
      - 現代経済コース
      - 地域経済コース

  - 国際商学科[9]
    - コース（2014年度入学生まで）
      - 国際商学コース
      - 経営学コース
      - 経営情報コース

  - 公共マネジメント学科[10]
- データサイエンス学部（2024年度入学生から）
  - データサイエンス学科
- 看護学部(2025年度入学生から)
  - 看護学科

### 大学院
- 経済学研究科（修士課程）
  - 2021年入学生以降
    - 経済・経営専攻[11][12]
      - 経済コミュニティシステム・国際ビジネス領域
      - 教育経済学領域

  - 2020年入学生まで
    - 経済・経営専攻（経済コミュニティシステム分野、国際ビジネス分野）

  - 2014年入学生まで
    - 経済社会システム専攻
    - 国際ビジネスコミュニケーション専攻

### 専攻科
- 特別支援教育特別専攻科[13]

### 附属施設
- 図書館
- 地域共創センター[14]
  - 鯨資料室→2021年より移転中
日本の大学では初めて[15]の鯨資料室が、大学図書館内に設置されている。専門書、捕鯨会社の社報、組合記録、鯨の歯と骨、皮でつくった民芸品、捕鯨船の警鐘など、鯨に関する貴重な資料計約600点を展示している。
  - ふく資料室→2021年より移転中
  - 下関市立大学生協

## 教育カリキュラム

### 学部
卒業に必要な単位は124単位。4年次までは、各学期毎に22単位までの履修しかできない。基礎教育、教養教育、専門教育などから単位を取得する必要がある。教職課程のカリキュラム（中学校教諭一種免許社会、高等学校教諭一種免許地理歴史・公民・商業の4種）も別に用意されている。それらは主に4・5限目に開講されている。第1外国語として英語、中国語、朝鮮語の中から選択し、希望すれば4年次まで講義が用意される。
2014年入学生までは、2年次秋学期からコース別に分かれることになっていた。経済学科は「現代経済コース」「地域経済コース」、国際商学科は「国際商学コース」「経営学コース」「経営情報コース」から選択する。
2003年度より東亜大学と梅光学院大学と単位互換制度（通称Aキャンパス）を実施している。前述の25単位制限内でしか履修はできない。

### 大学院
2015年度から経済社会システム専攻と国際ビジネスコミュニケーション専攻を改組し、経済・経営専攻を設置。経済社会システム専攻は経済システム分野・コミュニティシステム分野。国際ビジネスコミュニケーション専攻はビジネス分野・国際コミュニケーション分野。
さらに、2021年度から経済・経営専攻を改組し、「経済コミュニティシステム・国際ビジネス領域」と「教育経済学領域」を置いた。

## 大学祭

### 馬関祭
馬関祭（ばかんさい）は、毎年10月末に行われている大学祭。1991年（第30回）以降ふく鍋が実行委員会により無料で振る舞われている。

#### 沿革
- 1956年 - 11月24日・25日、下関商業短期大学の開学記念大学祭を行う。民芸品の展示、写真展、英語弁論大会、マラソン大会、菊池勇夫による講演などが行われた。大洋漁業や森永製菓が展示に協力した。
- 1962年 - 下関市立大学開学。この年の11月、前身の下関市立商業短期大学（下関市貴船町三丁目・現在の済生会下関総合病院付近にあった夜間短期大学。1956～1964年）と合同で第1回大学祭を開催する。
- 1972年 - 祭称を大学祭から馬関祭に改称する。
- 1986年 - パンフレットの判型がB5判から現行のA4判に変更される。
- 1990年 - 祭称を源平祭に改称。しかし、大学祭から馬関祭に改称した時と違い、学生の総意ではなく、大学祭実行委員会事務局が決めたことや、期間中に大学を訪れた卒業生から祭称を変更するのは問題であるという意見もあり、わずか1年間だけの祭称に終わる。

#### 大学祭のスローガン・テーマ
『下関市立大学 50年の軌跡』によると第5回までがスローガンで、それ以降はテーマと銘打っている。
- 第1回（1962） - 若い世代は大学と社会に何を望むか
- 第2回（1963） - 1.我々独自のカラーを打ち出そう! 2.下関の文化発展に寄与しよう! 3.学問の自由と学園の自治を守ろう!
- 第3回（1964） - 我々の現在を深く分析し未来の発展を目指そう!
- 第4回（1965） - きな臭い戦争のにおいと生活の不安をとりはらい、伸び伸びとした学園生活を送るためにすべての学友は団結しよう
- 第5回（1966） - ベトナム戦争反対、大学の自治・学問の自由・学校生活の向上をめざして
- 第6回（1967） - 世界の平和と豊かな学園生活を目指し、学問・文化に取り組もう
- 第7回（1968） - 安保条約破棄、教官をよこせ
- 第8回（1969） - 祖国と学園に真理のメスを
- 第9回（1970） - 燃やせ!真理への情熱、築け!変革へのスクラム
- 第10回（1971） - アンニュイからの脱皮、情熱の燃焼、創造の爆発を!
- 第11回（1972） - 6日間の白いページ
- 第12回（1973） - 大学と学問の蘇生をめざして
- 第13回（1974） - 真理探究の場としての大学
- 第14回（1975） - めざせ!思考と創造の飛躍的発展
- 第15回（1976） - 烈風の渦中、燃やせ真理への情熱、築け未来への礎!
- 第16回（1977） - 混迷の時代、切り開け新しい未来を自らの手で
- 第17回（1978） - くちびるに歌を、こころに希望を
- 第18回（1979） - 変革の時代、今こそ我々の英知と情熱で80年代の飛躍をめざせ
- 第19回（1980） - 増大する現状変革のエネルギーを結集させ、激動する80年代を我々学生の手で切りひらこう
- 第20回（1981） - 青年の未来と平和
- 第21回（1982） - 確立－真の平和への探求－
- 第22回（1983） - 自由と創造の世界へ
- 第23回（1984） - I love 下関
- 第24回（1985） - What's going on!
- 第25回（1986） - 30th anniversary
- 第26回（1987） （テーマなし）
- 第27回（1988） - Imagination
- 第28回（1989） - Break Up Your Dimension
- 第29回（1990） - FROM市大TO始大
- 第30回（1991） - 市大においでよ
- 第31回（1992） - 市大放題
- 第32回（1993） - 楽祭
- 第33回（1994） - REVOLUTION
- 第34回（1995） - ジグソーパズル
- 第35回（1996） - BEAT EMOTION
- 第36回（1997） - ゼロ
- 第37回（1998） - ONE～それぞれのONEを探求せよ
- 第38回（1999） - ∞～可能性は無限大に～
- 第39回（2000） - サンキュ
- 第40回（2001） - re-birth
- 第41回（2002） - 41-DON!（よーいどん）
- 第42回（2003） - RUNNER'S HIGH
- 第43回（2004） - 轍（わだち）
- 第44回（2005） - PartY
- 第45回（2006） - flower
- 第46回（2007） - 環～ありがとう～
- 第47回（2008） - Smile～笑顔の数だけ幸せになるほ～
- 第48回（2009） - Raise a Revolution～22世紀を今、見据えよう～
- 第49回（2010） - 新・GAMUSHARA
- 第50回（2011） - 飛翔～50th Anniversary～
- 第51回（2012） - START
- 第52回（2013） - 笑う門にはフクきたる
- 第53回（2014） -  echo
- 第54回（2015） -  Lights
- 第55回（2016）-  55!ChanGe!
- 第56回（2017）- Action! ～シダイイシン～
- 第57回（2018）- 維新前進
- 第58回（2019）- 市大元年 ～go to ∞～
- 第59回（2020）- （新型コロナにより中止）
- 第60回（2021）- （新型コロナにより中止）
- 第61回（2022）- コロナに打ち勝て！輝く市大生！〜距離は遠く、心は近く〜

## 大学関係者と組織

### 大学関係者組織
- 下関市立大学の人物一覧

## 交通アクセス
- 幡生駅より徒歩20分、サンデン交通バスの山の田バス停または大学町2丁目バス停下車徒歩3分。

## 対外関係

### 他大学との協定

#### 関門大学連合
下関市立大学と北九州市立大学を核とした大学連合構想である。共同授業や共通の出先教室開設を想定し、将来は両市内の他大学との連携や再編も視野に入れている。当面の検討内容は下関市内やJR小倉駅前に共通のサテライト教室設置、複数大学の教官による共同授業や公開講座、授業の相互開放など。下関市立大（1学部・同2076人）と北九州市立大（5学部・学生6794人）を中心に両市内の13の国公私立大学、研究機関に参加を呼びかける方針。

### 友好交流協定
- コントラ・コスタ・コミュニティ・カレッジ・ディストリクト（CCCCD）（ アメリカ合衆国）
- 青島大学（ 中国）
- 北京大学（ 中国）
- 東義大学校（ 韓国）
- 木浦大学校（ 韓国）
- 釜山外国語大学校（ 韓国）
- 国立聯合大学（ 台湾）
- 銘傅大学（ 台湾）
- グリフィス大学（ オーストラリア）
- アルゴマ大学（ カナダ）
- クイーンズランド大学（ オーストラリア）
- ボアズィチ大学（ トルコ）
- ルートヴィヒスハーフェン経済大学（ ドイツ）